# بستوكة
البُستُوقة وتسمى باللهجة العربية العراقية ببستوكة وتطلق على الوعاء الفخاري المزجج جزئه العلوي دون السفلي ويعرف في منطقة الشام بخابية ولا زالت مستعملة في بعض البيوت في العراقية لحفظ المواد الغذائية والمؤنة.
وكما هي مماثلة للبلاص المستخدم في صعيد مصر لنفس الغرض وهي ليست الزير (حب الماء)، الذي يحفظ به الماء كي يبرد (وعادة يحمل الزير أوالحب على قاعدة خشبية أو معدنية ذات أربعة قوائم).